# Erbschaftsteuer in Bulgarien
In Bulgarien fällt bei dem Erwerb von Todes wegen Erbschaftsteuer und bei unentgeltlichen Verfügungen unter Lebenden Schenkungsteuer an. Ehegatten und Abkömmlinge sind von der Steuer befreit.

## Rechtsgrundlage
Die Erbschaft- und Schenkungsteuer wird als Gemeindesteuer auf der Grundlage des Gesetzes über örtliche Steuern und Gebühren erhoben, das auch andere Steuern wie die Grundsteuer oder die Kraftfahrzeugsteuer regelt. Die Erbschaft- und Schenkungsteuer wird auch von den Gemeinden veranlagt. Sie wurde im Jahre 2005 im Rahmen einer großen Steuerreform novelliert, wobei Ehegatten und Abkömmlinge von der Steuer gänzlich befreit und die Steuersätze nochmals stark reduziert worden sind.

## Steuerpflicht
Der Steuer unterliegt der Erwerb von sowohl in Bulgarien als auch im Ausland befindlichem Vermögen durch bulgarische Staatsangehörige. Staatenlose, die ihren ständigen Aufenthalt in Bulgarien haben, werden bulgarischen Staatsangehörigen gleichgestellt. Ausländer versteuern nur in Bulgarien befindliche Teile des ererbten Nachlasses. Soweit im Ausland befindliche Vermögensteile für bulgarische Staatsangehörige steuerpflichtig sind, entfällt diese Pflicht, wenn nach dem ausländischen Recht für diese Gegenstände Erbschaftsteuer erhoben wird.
Grundlage für die Besteuerung ist der Verkehrswert der ererbten Vermögensteile. Grundstücke werden jedoch mit ihren Steuerwerten berücksichtigt, die im Hinblick auf die Erhebung von Grund- und Grunderwerbsteuer festgesetzt werden. Diese Werte liegen deutlich unter den Verkehrswerten, weswegen die Regierung mit Wirkung vom 1. Januar 2009 die Steuerwerte für Immobilien um pauschal 50 % erhöht hat. Kraftfahrzeuge werden mit ihrem Versicherungswert angesetzt. Schulden werden vom Wert abgezogen, die Bestattungskosten nur in Höhe eines Pauschalbetrages in Höhe von 500 Lew (etwa 250 Euro).

## Steuerklasse, Freibeträge und Steuersätze
Es werden drei Steuerklassen unterschieden:
- Steuerklasse I:  Ehegatten und Abkömmlinge sowie Vorfahren aufsteigender Linie (wie Eltern)[2]
- Steuerklasse II: Geschwister und deren Abkömmlinge
- Steuerklasse III: alle übrigen Personen

Erben der Steuerklasse I sind steuerfrei, müssen jedoch eine Steuererklärung abgeben.
Die Erben der Steuerklassen II und III haben einen Steuerfreibetrag von 250.000 Lew (ca. 125.000 Euro) und versteuern dann in der Steuerklasse II 0,7 % und in der Steuerklasse III 5 %.

## Befreiungen und Vergünstigungen
Für Erben der Steuerklasse II sind der Hausrat, kleinere landwirtschaftliche Geräte, Buchsammlungen und Musikinstrumente steuerfrei. Familienkunstwerke (das sind solche, die vom Erblasser oder einer seiner Vorfahren stammen) sind für Verwandte bis zum vierten Grad steuerfrei.
Keine Erbschaftsteuer fällt an, wenn der Erblasser infolge eines Berufsunfalls, eines Militäreinsatzes oder anlässlich einer Katastrophe verunglückt ist.
Vergünstigungen bestehen bei kurzfristig vor dem Tod des Erblassers bereits von ihm selbst ererbten Grundstücken. Sie werden nur mit 40 % ihres Wertes angesetzt, wenn zwischen dem Tod des Erblassers und seinem eigenen Erwerb weniger als ein Jahr lag, mit 50 % bei maximal zwei Jahren und mit 60 % bei maximal drei Jahren. Sterben mehrere Personen, die an sich voneinander erben würden, bei demselben Ereignis, dann kann nur einmal Erbschaftsteuer verlangt werden.
Verfügungen zugunsten öffentlicher oder gemeinnütziger Organisationen sind steuerfrei.

## Verfahren
Die Steuererklärungen sind innerhalb von sechs Monaten nach dem Tode des Erblassers bei der Gemeinde, in der er zuletzt gewohnt hat, einzureichen. Bei Erben, die nicht zum familiären Lebenskreis des Erblassers gehören, beginnt die Erklärungsfrist erst mit der Erlangung der Kenntnis vom Tod zu laufen. Lebte der Erblasser im Ausland, ist die Gemeinde mit dem größten Teil des inländischen Nachlasses zuständig. Die Steuer ist binnen zweier Monate zu zahlen. Gehören zum Nachlass Unternehmen oder Beteiligungen hieran und machen diese mehr als die Hälfte des Nachlasswertes aus, so kann die Steuer bis zu einem Jahr (zinspflichtig) gestundet werden. Guthaben dürfen von Banken oder Versicherungen nur gegen Nachweis der Zahlung der Erbschaftsteuer ausgezahlt werden. Sie hatten bereits zuvor die Pflicht, wie alle andere Personen, die berufsmäßig Nachlasswerte in Besitz hatten, dem Steueramt ein Verzeichnis hierüber einzureichen. Bevor dies geschehen ist, darf keine Aushändigung an die Erben erfolgen.

## Schenkungsteuer
Früher kannte Bulgarien keine Schenkungsteuer. Nunmehr fällt Schenkungsteuer nach den gleichen Bestimmungen wie die Erbschaftsteuer an. Jedoch entfällt bei Schenkungen der Freibetrag in Höhe von 250.000 Lew (etwa 125.000 Euro).